# Jacques-Marie Le Père

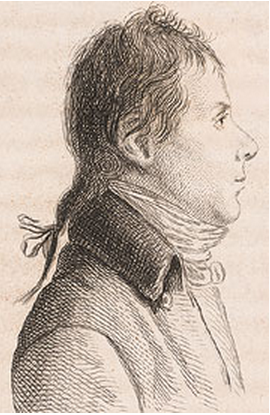
Le Père (1763–1841)

Jacques-Marie Le Père (* 25. April 1763 in Paris; † 15. Juni 1841 in Granville) war ein französischer Ingenieur im damaligen Corps impérial des ponts et chaussées (Kaiserliches Corps der Brücken- und Straßenbauingenieure).

## Leben
Er nahm 1798/99 mit seinem Bruder Gratien Le Père und mit insgesamt 157 Mitgliedern der Commission des sciences et des arts an Napoléons Ägyptischer Expedition teil, um Ägypten im Allgemeinen und insbesondere auch die Möglichkeit zu erkunden, das Mittelmeer über das Nildelta und einen Kanal mit dem Roten Meer zu verbinden.
Als Napoléon am 24. Dezember 1798 entschied, nach Suez zu reiten, gehörten einige seiner Generäle und Soldaten sowie Wissenschaftler und Ingenieure, darunter auch Jacques-Marie Le Père und sein Bruder Gratien, zu der kleinen Karawane. Napoléon fand kurz nach der Ankunft in Suez Reste des von den Pharaonen gebauten Kanals und ordnete an, diese Spuren im Rahmen der Vermessung des Isthmus zu verfolgen. Jacques-Marie Le Père unternahm deshalb mit seinem Bruder und weiteren Ingenieuren unter schwierigen Bedingungen drei Kampagnen zur Kartierung und Vermessung des Isthmus von Suez und des Wadi Tumilat. Die Arbeiten fanden im Januar/Februar 1799 sowie im September und November/Dezember 1799 statt. Als Ergebnis wurde ermittelt, dass ein Kanal vom Roten Meer über den Nil nach Alexandria möglich sei, dass aber der Wasserspiegel des Roten Meers ca. 10 m höher als der des Mittelmeers liege – ein Irrtum, der erst 1847 endgültig aufgeklärt wurde.
Die Mitglieder der Commission erstellten die Description de l’Égypte, einen mehrbändigen Bericht über ihre Untersuchungen, in dem unter anderem auch die Karten des Nildeltas und der Bericht von Jacques-Marie Le Père über die Kartierung und Vermessung wiedergegeben sind.
Die Bezeichnung der Brüder in dem Bericht erscheint heute missverständlich. Jacques-Marie Le Père wird als Inspecteur divisionnaire des Ponts et Chaussées, Membre de l’Institut d’Égypte bezeichnet, während sein Bruder Gratien mit Ingénieur en chef des ponts et chaussées tituliert wird. Aus dem Bericht von Jacques-Marie Le Père an Napoléon wird jedoch deutlich, dass Jacques-Marie Le Père nicht nur der ältere Bruder, sondern auch der Leiter der Vermessungskampagnen war, dem der Irrtum über den Höhenunterschied nachgesagt wird.
Nach seiner Rückkehr aus Ägypten war er lange als Inspecteur divisionnaire in der Brücken- und Straßenbauverwaltung, anschließend von 1822 bis 1830 als Inspektor in der Verwaltung von Paris tätig.

## Werke
- Mémoire sur la communication de la mer des Indes à la Méditerranée par la mer Rouge et l’Isthme de Sueys, In: Description de l’Égypte. 2. Auflage, Band 11 Tome Onzième, Etat Moderne, Paris 1822, S. 37–369 (Volltext in der Google-Buchsuche)
- Mémoire sur la vallée du Nil et le nilomètre de l’île de Roudah, in Description de l’Égypte, 2. Auflage, Band 18.1 Tome Dix-Huitième, Etat Moderne, Paris, 1826, S. 555–615 (Volltext in der Google-Buchsuche).